# أدريانوس كونيغ
أدريانوس كونيغ هو سياسي هولندي، ولد في 13 فبراير 1867، وتوفي في 6 فبراير 1944. نشط حزبياً في Roman Catholic State Party ‏. وقد انتخب Minister of Transport, Public Works and Water Management ‏.